# Cksum
cksum é um comando dos sistemas operacionais Unix-like que gera um valor de checksum para um arquivo ou fluxo de dados. O comando cksum lê cada arquivo de dados em seus argumentos, ou a entrada padrão se nenhum argumento for fornecido, e emite CRC soma de verificação e contagem de byte do arquivo.